# Astronomija u 1818.
◄◄ | ◄ | 1815. | 1816. | 1817. | 1818.  | 1819. | 1820. | 1821. | ► | ►►
Arhitektura • Astronomija • Biologija • Glazba • Kazalište • Kemija • Kiparstvo • Knjige • Književnost • Kršćanstvo • Meteorologija • Medicina • Politika • Pravo • Promet • Slikarstvo • Šport • Znanost
Astronomija u 1818.

## Svijet

### Otkrića
- Francuski astronom Jean-Louis Pons promatrao i zabilježio Enckeov komet, tada još neprepoznat kao periodičan. Treće je zabilježeno promatranje ovog kometa.[1][2]

## Vanjske poveznice
|  | Zajednički poslužitelj ima još gradiva o temi Astronomija u 1818. |